# Sarkadi Balázs
Sarkadi Balázs (Budapest, 1948. május 30. –) orvos, biokémikus, egyetemi tanár, a Magyar Tudományos Akadémia rendes tagja. A biokémián belül a sejtmembránok kutatója, szűkebb kutatási területe a vérsejtek különböző membrán-átvitel folyamatai, a sejtek kalcium-függő szabályozása, valamint daganatok széles körű ellenállásának, rezisztenciájának vizsgálata. 2002 és 2008 között az Országos Gyógyászati Központ kutatási igazgatóhelyettese. 1992-től az Országos Vérellátó Szolgálat membrán- és izotópdiagnosztikai osztályának vezető főorvosa, valamint 1995-től az együttműködő Semmelweis Egyetem egyetemi tanára.

## Életpályája
1966-ban érettségizett, majd felvették a Budapesti Orvostudományi Egyetem (később Semmelweis Orvostudományi Egyetem) Általános Orvosi Karára, ahol 1972-ben szerzett diplomát. Ezt követően az Országos Haematológiai és Vértranszfúziós Intézet (2000-től az Országos Vérellátó Szolgálat) munkatársa lett. Itt a membrán- és izotópdiagnosztikai osztályban kezdett el dolgozni. A hivatali ranglétrát megjárva 1992-ben az osztály vezető főorvosává nevezték ki. 1995-ben habilitált a SOTE-n, ahol egyetemi tanári kinevezést is kapott. Az egyetemen a Biofizikai és Sugárbiológiai Intézetben 2008-ban kutatóprofesszorrá avatták. Ezenkívül az MTA Membránbiológiai és Immunkórtani kutatócsoportjának vezetésével is megbízták. 2002-ben az intézethez tartozó Országos Gyógyászati Központ (Szabolcs Utcai Kórház) kutatási igazgatóhelyettese volt a központ 2008-as megszűnéséig. Magyarországi munkahelyei mellett több alkalommal volt külföldön vendégkutató: Chicagói Egyetem (1976–1977), torontói gyermekkórház (The Hospital for Sick Children, 1982–1983), Észak-karolinai Egyetem (1990–1991, 2000–2001).
1980-ban védte meg a biológiai tudomány kandidátusi, 1986-ban akadémiai doktori értekezését. Az MTA Molekuláris Biológiai Bizottságának lett tagja. A Magyar Tudományos Akadémia Közgyűlésének 1994 és 2000 között volt tagja, majd 2004-ben levelező, 2010-ben pedig rendes taggá választották. Ezenkívül 2005-ben a londoni székhelyű Academia Europaea is felvette tagjai sorába. Akadémiai tevékenységén kívül a tudományos közélet más szervezeteiben is szerepet vállalt: a Magyar Biokémiai Egyesület, a Magyar Biológiai Társaság és a Magyar Élettani Társaság tagja, előbbinek több éven keresztül elnökhelyettese volt. Ezenkívül az amerikai rákkutatási (American Association of Cancer Research), valamint biokémiai és molekuláris biológiai (Am]erican Society for Biochemistry and Molecular Biology) társaságok tagja lett. Tudományos publikációit magyar és angol nyelven adja közre. Több mint kétszázhetven tudományos publikáció szerzője vagy társszerzője.

## Díjai, elismerései
- Tankó Béla-díj (1995)
- Akadémiai Díj (1993)
- Gábor Dénes-díj (2006)
- Ipolyi Arnold-díj (2009)
- Akadémiai-Szabadalmi Nívódíj (2020)[1]

## Főbb publikációi
- The use of ionophores of rapid loading of human red cells with radioactive cations for cation-pump studies (társszerző, 1976)
- Transport parameters and stoichiometry of active calcium ion extrusion in intact human red cells (társszerző, 1977)
- Kinetics and stoichiometry of Na-dependent Li transport in human red blood cells (társszerző, 1978)
- Lithium transport pathways in human red blood cells (társszerző, 1978)
- Active calcium transport in human red cells (1980)
- Characteristics and regulation of active calcium transport in inside-out red cell membrane vesicles (társszerző, 1980)
- Responses of lymphocytes to anisotonic media: volume-regulating behavior (társszerző, 1984)
- Molecular characterization of the in situ red cell membrane calcium pump by limited proteolysis (társszerző, 1986)
- The maximal velocity and the calcium affinity of the red cell calcium pump may be regulated independently (társszerző, 1987)
- Activation of ion transport pathways by changes in cell volume (társszerző, 1991)
- Expression of the human multidrug resistance cDNA in insect cells generates a high activity drug-stimulated membrane ATPase (társszerző, 1992)
- Efficiency of gene transfer for restoration of normal airway epithelial function in cystic fibrosis (társszerző, 1992)
- Fluorescent cellular indicators are extruded by the multidrug resistance protein (társszerző, 1993)
- Calcein accumulation as a fluorometric functional assay of the multidrug transporter (társszerző, 1994)
- Membrane topology and glycosylation of the human multidrug resistance-associated protein (társszerző, 1996)
- Membrane topology distinguishes a subfamily of the ATP-binding cassette (ABC) transporters (társszerző, 1997)
- An inventory of the human ABC proteins (társszerző, 1999)
- Functional multidrug resistance protein (MRP1) lacking the N-terminal transmembrane domain (társszerző, 1999)
- Interactions of the human multidrug resistance proteins MRP1 and MRP2 with organic anions (társszerző, 2000)
- Functional characterization of the human multidrug transporter, ABCG2, expressed in insect cells (társszerző, 2001)
- High-affinity interaction of tyrosine kinase inhibitors with the ABCG2 multidrug transporter (társszerző, 2004)
- The stem cell marker Bcrp/ABCG2 enhances hypoxic cell survival through interactions with heme (társszerző, 2004)
- The role of ABC transporters in drug resistance, metabolism and toxicity (társszerző, 2004)
- Human multidrug resistance ABCB and ABCG transporters: Participation in a chemoimmunity defense system (társszerző, 2006)
- The role of abc transporters in drug absorption, distribution, metabolism, excretion and toxicity (adme-tox) (társszerző, 2008)
- Tyrosine kinase inhibitors as modulators of ATP binding cassette multidrug transporters: substrates, chemosensitizers or inducers of acquired multidrug resistance? (társszerző, 2011)
- ABC fehérjék a biológiában és az orvoslásban. Székfoglaló előadások a Magyar Tudományos Akadémián (2014)